# Dries Van Nieuwenhove
Dries Van Nieuwenhove (9 april 1998) is een Belgische atleet, die gespecialiseerd is in het hordelopen. Hij werd eenmaal Belgisch kampioen.

## Biografie
In 2017 nam Van Nieuwenhove op de 4 x 400 m deel aan de Europese kampioenschappen U20 in Grosseto. Hij werd met de Belgische ploeg uitgeschakeld in de reeksen.
In 2022 werd Van Nieuwenhove met een persoonlijk record voor het eerst Belgisch kampioen op de 400 m horden.
Clubs
Van Nieuwenhove is aangesloten bij Atletiekclub Eendracht Aalst.

## Belgische kampioenschappen
| Onderdeel    | Jaar |
| ------------ | ---- |
| 400 m horden | 2022 |

## Persoonlijk record
| Onderdeel    | Prestatie | Datum        | Plaats  |
| ------------ | --------- | ------------ | ------- |
| 400 m horden | 49,56 s   | 26 juni 2022 | Brussel |

## Palmares

### 400 m
- 2023:  BK indoor AC – 47,87 s

### 400 m horden
- 2020:  BK AC - 51,49 s
- 2021:  BK AC - 50,73 s
- 2022:  BK AC - 49,56 s

### 4 x 400 m
- 2017: 3e in reeks EK U20 in Grosseto - 3.12,94